# ليبيريا (كانتون)
ليبيريا (بالإسبانية: Liberia)‏ و هي الكانتون الأول لمحافظة غواناكاسته في كوستاريكا. و يغطي الكانتون مساحة 1,436.47 كم مربع،
و يقدر عدد سكانه بحوالي 50,359 نسمة،
و مدينتها الرئيسية هي ليبيريا.
يشكل جبل كاكاو و حديقة زاوية البركان القديم أو Rincón de la Vieja Volcano الحدود الشمالية الشرقية للكانتون. و يشكل نهر سالتو الحدود الجنوبية الغربية حتى نهر تيمبسيك. حيث يشكل نهر تيمسيك الحدود الجنوبية الشرقية حتى بايا نارانخو (الخليج البرتقالي). و يتضمن الكانتون الجزء الأشهر من حديقة سانتا روسا الوطنية في حدوده الشمالية الغربية.
تم تأسيس هذا الكانتون بقانون تشريعي في 4 تشرين الثاني 1862.

## المقاطعات
يتألف الكانتون من خمسة مقاطعات و هي :
1. ليبيريا
2. كانياس دولسيس
3. ماجورغا
4. ناكاسكولو
5. كوروبانديه